# デービス海峡

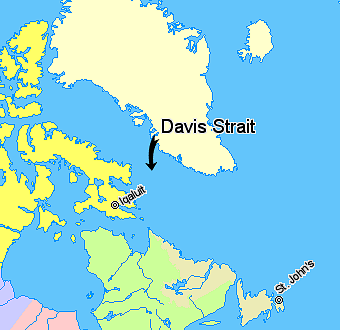
デービス海峡とその周辺の地図
ヌナブト準州
ケベック州
ニューファンドランド・ラブラドール州
カナダ以外の地域（グリーンランド・アイスランド）

デービス海峡（英: Davis Strait、仏: Détroit de Davis）は、グリーンランドとカナダ・ヌナブト準州のバフィン島との間に位置する海峡。海峡の幅は広く、最狭部でも約338kmある。一方水深は1,000-2,000m程度で、北のバフィン湾や南のラブラドル海よりもかなり浅い。
一帯の海底の地形は複雑で、断層によって地溝や海底山脈が形成されている。こうした断層は4500万-6200万年ほど前、古第三紀にプレートの活動により形成されたものと見られている。
海峡の名は16世紀の大航海時代に北西航路を探索したイギリスの探検家、ジョン・デービスに由来している。デービスは1585年にこの海峡を通過した。
海峡はただでさえ高緯度である上、ラブラドル海流という寒流が流れており、その海水温は極めて低い。冬は流氷により船舶の航行は困難となる。また海峡の周辺の陸地の気候は寒帯のツンドラ気候となっている。